# داتورة لاشوكية
الداتورة اللاشوكية نوع نباتي يتبع جنس الداتورة من الفصيلة الباذنجانية. موطنها الأصلي أمريكا الوسطى والجنوبية. أدخلت إلى بقية القارات.

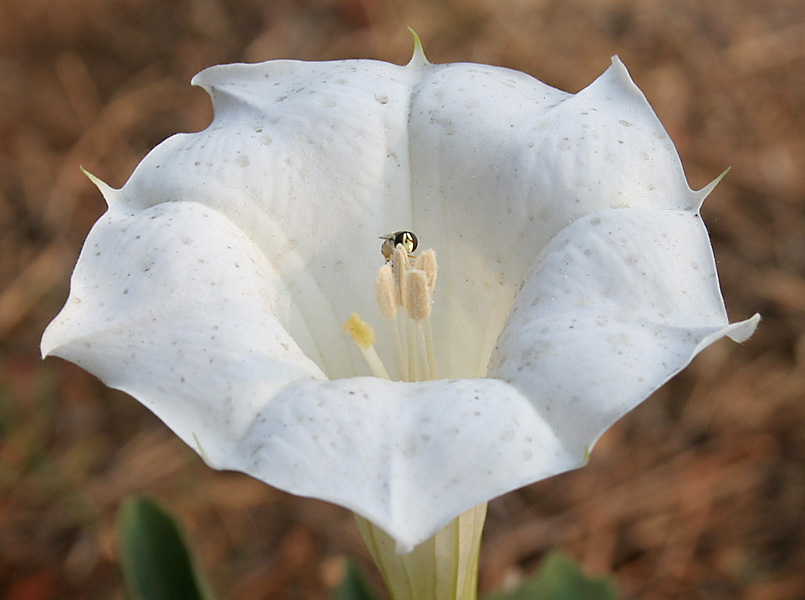
زهرة نبات الداتورا اللاشوكية

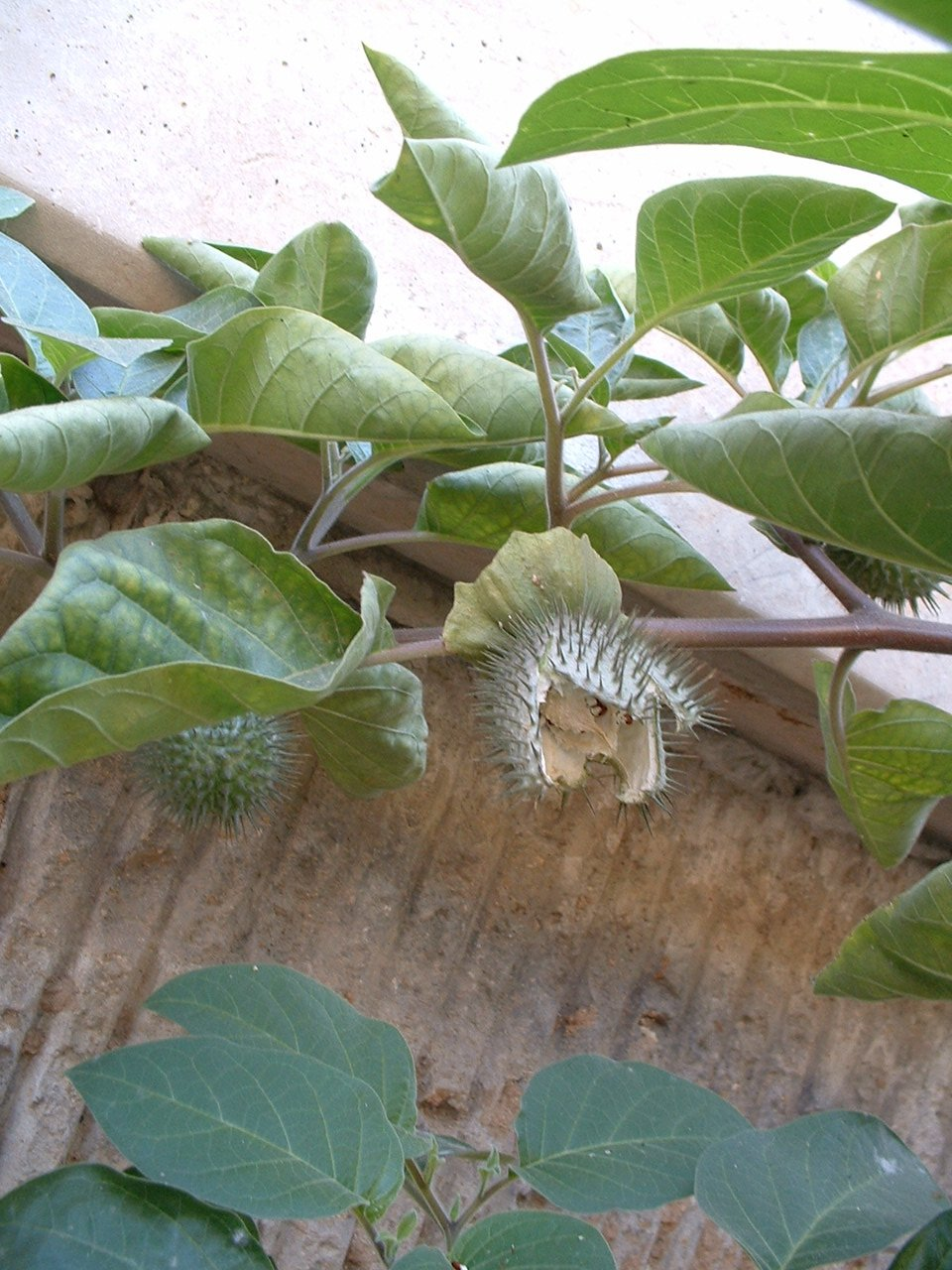
ثمرة نبات الداتورا اللاشوكية بعد نضجها

## الوصف
هو نبات شجيري يصل ارتفاعه عادة من 60 سم إلى متر ونصف 
السيقان والأوراق مغطاة بشعيرات قصيرة رقيقة رمادية اللون، مما يعطي مظهرًا لامعًا للنبات بأكمله.
لها جذر نابي الشكل مع بعض الجذور الجانبية المتفرعة من الجذر المركزي.
الأوراق بيضاوية الشكل، أو مسننة قليلاً، مع عروق ريشية الشكل وغير متناظرة عند قاعدتها.
الزهور التي تظهر من بداية الصيف إلى نهاية الخريف، لونها أبيض، لها 5 بتلات متحدة، على شكل بوق، وطولها من 12 إلى 19 سم. إنها تنمو بشكل مستقيم في البداية، ثم تتدلى.
```
الجذر أنبوبي، ذو 5 فصوص، متدلي جزئيًا، ينكسر بالقرب من قاعدته عندما يبدأ الإثمار.
```

الثمرة عبارة عن كبسولة بيضاوية يبلغ قطرها حوالي 5 سم، ومجففة بواسطة 4 صمامات، ولأنها شوكية، يمكن أن تلتصق بشعر الحيوانات أو ريشها، مما يسهل انتشارها في أماكن جديدة. البذور الوفيرة هي قرصية كلوية الشكل، قطرها حوالي 3-5 مم، مضغوطة ورقيقة، منقوفة، مع نوع من الحبل المحيطي ولونها أسود-بني؛ ويمكن أن تبقى في التربة دون أن تنبت لسنوات إذا لم تكن الظروف مواتية.